# Dendropthoe
Dendropthoe é um género botânico pertencente à família Loranthaceae.

## Espécies
- Dendrophthoe acacioides
- Dendrophthoe acacioides subsp. longifolia
- Dendrophthoe acacioides var. longifolia
- Dendrophthoe bicolor
- Dendrophthoe carinata
- Dendrophthoe celastroides
- Dendrophthoe clementis
- Dendrophthoe coccinea
- Dendrophthoe congener
- Dendrophthoe constricta
- Dendrophthoe copelandii
- Dendrophthoe cordifolia
- Dendrophthoe costulata
- Dendrophthoe cuneata
- Dendrophthoe curvata
- Dendrophthoe cylindrica
- Dendrophthoe dasystemon
- Dendrophthoe discolor
- Dendrophthoe elastica
- Dendrophthoe elegans
- Dendrophthoe erecta
- Dendrophthoe falcata
- Dendrophthoe falcata var. amplexifolia
- Dendrophthoe falcata var. pubescens
- Dendrophthoe falcata var. pubescens
- Dendrophthoe farinosa
- Dendrophthoe fasciculata
- Dendrophthoe flosculosa
- Dendrophthoe forsteriana
- Dendrophthoe fulva
- Dendrophthoe fuscata
- Dendrophthoe gangliiformis
- Dendrophthoe gaudichaudii
- Dendrophthoe gibbosa
- Dendrophthoe gjellerupii
- Dendrophthoe glabrescens
- Dendrophthoe glauca
- Dendrophthoe grandifrons
- Dendrophthoe haenkeana
- Dendrophthoe hallieri
- Dendrophthoe homoplastica
- Dendrophthoe incarnata
- Dendrophthoe indica
- Dendrophthoe kerrii
- Dendrophthoe koenigiana
- Dendrophthoe lanosa
- Dendrophthoe leptopetala
- Dendrophthoe leucobotrya
- Dendrophthoe leucostachys
- Dendrophthoe ligulatus
- Dendrophthoe locellata
- Dendrophthoe loheri
- Dendrophthoe lonchiphylla
- Dendrophthoe longiflora
- Dendrophthoe longituba
- Dendrophthoe luzonensis
- Dendrophthoe magna
- Dendrophthoe malifolia
- Dendrophthoe mearnsii
- Dendrophthoe memecylifolia
- Dendrophthoe miquelii
- Dendrophthoe mirifica
- Dendrophthoe nilgherrensis
- Dendrophthoe odontocalyx
- Dendrophthoe pauciflora
- Dendrophthoe pelagica
- Dendrophthoe pendens
- Dendrophthoe pendula
- Dendrophthoe pentandra
- Dendrophthoe pentapetala
- Dendrophthoe philippensis
- Dendrophthoe praelonga
- Dendrophthoe pruinosa
- Dendrophthoe pulchra
- Dendrophthoe quadrifida
- Dendrophthoe racemifera
- Dendrophthoe recurva
- Dendrophthoe repanda
- Dendrophthoe × rimituba
- Dendrophthoe sarcophylla
- Dendrophthoe siamensis
- Dendrophthoe suborbicularis
- Dendrophthoe thorelii
- Dendrophthoe timorana
- Dendrophthoe trichanthera
- Dendrophthoe trigona
- Dendrophthoe trigona
- Dendrophthoe venosa
- Dendrophthoe verticillata
- Dendrophthoe villosa
- Dendrophthoe virescens
- Dendrophthoe vitellinus
- Dendrophthoe vulpina